# Gordon Rossiter
Gordon Frank Rossiter, född 27 mars 1949 i Storbritannien, är en brittisk-svensk målare och keramiker, som är bosatt och verksam i Sverige. Han hämtar sina motiv från Frälsningsarméns verksamhet.

## Biografi
Gordon Rossiter är mest känd inom Frälsningsarméns internationella rörelse, som han har dokumenterat genom oljemåleri och keramik. Motiven visar bland annat Frälsningsarméns verksamhet ute på gator och torg med marscherande musikkårer, sjungande musikanter och julgrytor för insamling av pengar. Han har även porträtterat flera musikanter. Utöver dessa motiv har Rossiter också en stor fascination för naturlandskap, vars inspiration är hämtad från skotska höglandet och svenska sjöar och skogar. Han har också målat många byar i akvarell.
Rossiter målade sitt första frälsningsarmémotiv redan vid sju års ålder och därefter blev konsten en naturlig del av hans liv. När han slutade grundskolan påbörjade han konststudier vid Royal West of England Academy i Bristol. Där studerade han i tre år för att sedan vidareutbilda sig till keramiker vid Weston-Super-Mare Polytechnic.
Rossiter hade sina första större utställningar under slutet av 1970-talet i Storbritannien. Därefter har han också haft utställningar runt om i Sverige, New York i USA och i samband med Vinterolympiaden 1994 i Hamar, Norge. Utöver utställningar har hans konst givits ut som reproduktioner i form av julkort, vykort, planscher och tavlor. Vidare har han också fått verk publicerade i olika tidningar, däribland framsidor till Frälsningsarméns tidning Stridsropet både i Danmark, Finland, Norge, Storbritannien och Sverige. Rossiter har illustrerat böcker. Han har också skulpterat Hannapriset, som är en statyett föreställande Hanna Ouchterlony, vilken delades ut under åren 2005-2007. År 2005 delades priset ut till idrottsstjärnan Carolina Klüft. Idag är Gordon Rossiter internationellt erkänd som svensk-brittisk konstnär och medlem i BUS.

## Utställningar
- Woodspring Museum and Art Gallery, Somerset, Storbritannien, 1977
- Glastonbury, Somerset, Storbritannien, 1978
- Weston-super-mare, Somerset, Storbritannien, 1978, 1980, 1981
- Wells, Somerset, Storbritannien, 1979
- Örserum, Smålandsgården, Sverige, 1981
- Jönköping, Westers Galleri, Sverige, 1982, 1985
- Jönköping, Återvändsgatan, Gordons Galleri, Sverige, 1982-1999
- Jönköping, Galleri Per Brahe, Sverige, 1982,1985, 1988,1990
- New York, USA, S.A. Center 52nd Street, 1984
- Örebro, Frälsningsarmén, Sverige, 1986, 1988
- Jönköping, Galleri Blå, Sverige, 1990
- Tranås, Sännevadet, Sverige, 1991
- Vätterbygdens Folkhögskola, Nordic Music Leadership Conference, Sverige, 1993
- Riddersberg Hantverksdagar, Sverige, 1993
- Högabergsgården, Sverige, 1993
- Hamar, Vinterolympiaden, Norge, 1994
- Jönköping, Rötter konferens, Sverige, 2002
- Nässjö, Frälsningsarmén, Sverige, 2007, 2008
- Månsarps Missionskyrka, Sverige, 2009[7]
- Jönköping, Rådhusparken, Sverige 2011
- Jönköpings läns museum, "Få skjuts i tiden", Sverige, 2013-2014[8]
- Månsarps Missionskyrka, Sverige 2015
- Jönköping, Williams Hörna, Frälsningsarmén, Sverige, 1998-2017

## Offentliga verk
- William H.P. Brown Photographic Studio, Upminster, Essex, Storbritannien, (keramikskylt) 1982
- Frälsningsarméns center, New York, 52nd Street, USA, (målning), 1984
- Frälsningsarméns huvudkontor, New York, 14th Street, USA, (målning), 1984
- Bilspedition, Frälningsarméns huvudkontor,Stockholm, "Riddarfjärden" (triptyk), 1987
- Frälsningsarméns kår, Jönköping, ”100-årsjubileum” (triptyk), 1988
- Stadshypotek, (Handelsbanken), "Österstan", (tavla) Jönköping, 1988
- Salvation Army Training College, Moss, Norge, (keramikskylt) 1988
- BPA, Huvudkontor, Slottsgatan, Jönköping, "Katten, Östra torget" (väggmålning), 1989
- Frälsningsarméns officersskola, Stockholm, "Med Kristus i framtiden" (75-årsjubileum), (tavla), 1990
- Stadshuset, Tranås, "Friluftsmöte på torget", (målning), 1990
- Sparbanken (Swedbank) ,Tranås, (målning) 1990
- P.S.R. Licenced Conveyancer, Burnham-on-sea, Storbritannien, (sex målningar), 1991
- Jönköping, Återvändsgatan 3 (trädgård), "Två brittiska byar i keramik", 1991
- Frälsningsarmén, Oslo, Norge, "17:e maj", (målning), 1994
- Frälsningsarmén, Tranås, "Friluftsmöte på torget", (målning), 1995
- Frälsningsarméns Lägergård Högaberg, "25-årsjubileum" (keramikskulptur), 1996
- Frälsningsarmén kår 393, Stockholm, "Nattvardskalken", (keramik), 2000
- Frälsningsarméns familjecenter, Jönköping, "Kristus kallar", "Lekande barn", "Midsommarflickor", "Att pröva sig fram", (tavlor), 2000
- Frälsningsarméns förskola, Vårsol, Jönköping, “Testing the Ice”, “Children playing in the rain”, (tavlor), 2000
- Frälsningsarméns kapell, Ågesta, Stockholm, "Rädda själar", 2007
- Frälsningsarmén, Templet, Stockholm, "Vattenlek", (tavla), 2007
- Frälsningsarméns bibelinstitut, Ågesta, "Save souls", (tavla), Stockholm, 2007
- Frälsningsarméns huvudkontor, Stockholm, "Hanna Statyett", (keramikskulptur), 2009
- Månsarps Missionshus, "Månsarps Missionshus", (tavla), 2009
- Frälsningsarmén, Sundsgårdens Skol- och behandlingshem, Svartsjö, Ekerö, Stockholm, "I trygga händer" (triptyk), 2010
- Frälsningsarmén, FAM-huset, Fristad, Borås, "Ljus i mörker",  (tavla), 2011
- Frälsningsarmén, FAM-huset, Fristad, Borås, “Fight the good fight”, “The mountains where God lives”, “St. Abbs, The wild sea”, “St Abbs coast”, “St Abbs, the front.”, “The light house, Jersey”, 2012-2013
- Frälsningsarméns huvudkontor, Oslo, Norge, "William och Hanna statyett" (keramikskulptur), 2014